# Флоренс (Канзас)
Флоренс (англ. Florence) — місто (англ. city) в США, в окрузі Меріон штату Канзас. Населення — 394 особи (2020).

## Географія
Флоренс розташований за координатами 38°14′35″ пн. ш. 96°55′45″ зх. д. / 38.24306° пн. ш. 96.92917° зх. д. (38.243075, -96.929155).  За даними Бюро перепису населення США в 2010 році місто мало площу 2,00 км², з яких 1,99 км² — суходіл та 0,00 км² — водойми.

## Демографія
Згідно з переписом 2010 року, у місті мешкало 465 осіб у 216 домогосподарствах у складі 118 родин. Густота населення становила 233 особи/км².  Було 279 помешкань (140/км²).
Расовий склад населення:
| - 95,1 % — білих - 0,6 % — корінних американців - 0,6 % — чорних або афроамериканців - 0,2 % — азіатів |

До двох чи більше рас належало 3,2 %. Частка іспаномовних становила 3,4 % від усіх жителів.
За віковим діапазоном населення розподілялося таким чином: 21,7 % — особи молодші 18 років, 59,2 % — особи у віці 18—64 років, 19,1 % — особи у віці 65 років та старші. Медіана віку мешканця становила 46,1 року. На 100 осіб жіночої статі у місті припадало 101,3 чоловіків;  на 100 жінок у віці від 18 років та старших — 97,8 чоловіків також старших 18 років.
Середній дохід на одне домашнє господарство  становив 43 702 долари США (медіана — 26 458), а середній дохід на одну сім'ю — 34 791 долар (медіана — 28 750). За межею бідності перебувало 25,1 % осіб, у тому числі 35,4 % дітей у віці до 18 років та 5,4 % осіб у віці 65 років та старших.
Цивільне працевлаштоване населення становило 143 особи. Основні галузі зайнятості: освіта, охорона здоров'я та соціальна допомога — 21,0 %, транспорт — 16,8 %, роздрібна торгівля — 16,1 %.